# Tricht
Tricht (dialect: Trig) is een dorp in de gemeente West Betuwe in de Nederlandse provincie Gelderland. Het is gelegen aan de rivier de Linge. Op 1 januari 2023 telde Tricht 2.130 inwoners. Het dorp wordt doorsneden door de spoorlijn Utrecht - Boxtel. Het station Tricht aan deze lijn is opgeheven.

## Historie
De oudste vermelding is Thrinniti en is afkomstig uit een giftbrief van 850. In 1129 werd Tricht genoemd bij de stichting van de abdij van Mariënwaerdt. Er zijn verschillende naamvarianten bekend: Treth (1108), Treiecti (1148) en Trecht (1267). Alle zouden afkomstig zijn van het Latijnse woord traiectus, dat wijst op de aanwezigheid van een overgang of veer.
Huis Crayestein bestond waarschijnlijk al in de 12e eeuw, maar werd eind 19e eeuw afgebroken. Alleen het poortgebouw herinnert nog aan dit stenen huis. Op de locatie van het middeleeuwse Huis Reygersfoort staat tegenwoordig een boerderij.
De kerk in Tricht is ontstaan uit een kapel, die binnen de parochie van Buurmalsen werd gesticht in het jaar 1315. In 1389 werd de kapel, die aan St. Pieter was gewijd, tot parochiekerk verheven.
In 1967 werd Tricht het zwaarste slachtoffer van de Windhozen van 25 juni 1967. Een woonwijk werd met de grond gelijk gemaakt en vijf mensen verloren het leven. Koningin Juliana bezocht een dag later het rampgebied. Tot 1 januari 1978 behoorde Tricht tot de gemeente Buurmalsen en op die datum ging Buurmalsen op in de gemeente Geldermalsen.

## Openbaar vervoer
Het dichtstbijzijnde treinstation is station Geldermalsen.
De volgende buslijn rijdt door het dorp: 
- Lijn 262 Geldermalsen - Buurmalsen - Tricht

## Sport en recreatie
- Voetbalvereniging VV Tricht
- Dorpshuis Tricht
- Gymnastiek Vereniging O.S.O. Tricht
- Tafeltennis TTC Batua Tricht

## Scholen
- IKC BinnensteBuiten

## Het wapen van Tricht
Het thans bekende dorpswapen van Tricht komt overeen met het familiewapen van de familie Van Buchel, die het naburige Huis Crayestein bezat.

## Geboren
- Ries Smits (1944-2024), econoom en politicus
- Carla Breuer (1972), politica
- Etienne van Empel (1994), wielrenner